# Sufragio obligatorio

Voto obligatorio, forzado.
Voto obligatorio, no forzado.
Voto obligatorio, forzado (solo hombres).
Voto obligatorio, no forzado (solo hombres).
Histórico: el país tuvo voto obligatorio en el pasado.

El sufragio obligatorio (también, voto obligatorio) es un mecanismo electoral que considera al sufragio como un derecho y una obligación ciudadana, estableciendo el deber de concurrir a los centros de votación para ejercer ese derecho y obligación. Se diferencia del sufragio voluntario, que considera al sufragio solo como un derecho. Algunos sistemas electorales establecen regímenes mixtos, en los que se establece el sufragio obligatorio para la mayoría de la ciudadanía, pero permite que sea voluntario para algunos grupos de ciudadanos (menores de edad, ancianos, personas de viaje, etcétera). Los regímenes de sufragio obligatorio suelen establecer multas o servicios comunitarios para aquellas personas que no se presentaron a votar, si no pueden justificar la ausencia.
Los regímenes de sufragio obligatorio buscan evitar el abstencionismo, así como maniobras destinadas a promover el fraude electoral, como las dificultades para acceder a las mesas de votación, o las amenazas a ciertos grupos para que se abstengan de votar.

## Países con sufragio obligatorio
- Argentina (introducido en 1912 por la Ley Sáenz Peña; es facultativo para personas entre 16 y 18 años y para mayores de 70 años)
- Australia
- Bélgica
- Bolivia
- Brasil (introducido en 1932 por el primer Código Electoral;[4] es facultativo para adolescentes de entre 16 y 17 años, mayores de 70 y analfabetos; Constitución art. 14, inciso 1)
- Chile (establecido por primera instancia en 1962,[5] pero abolido en 2012 con la llegada de la inscripción automática;[6] reinstaurado en 2022[7])
- Corea del Norte
- Ecuador (facultativo para personas de 16 y 17 años, mayores de 65 años, presos sin sentencia, policías y militares)
- Egipto
- Grecia
- Honduras
- Líbano (solo hombres)
- Luxemburgo
- Nauru
- Paraguay (por encima de 75 años, es facultativo)
- Perú (introducido por la Constitución de 1933; por encima de 70 años, es facultativo)
- República Democrática del Congo
- Suiza ( Cantón de Schaffhausen)
- Singapur
- Tailandia
- Uruguay (la inscripción es obligatoria)